# Josef Porzer

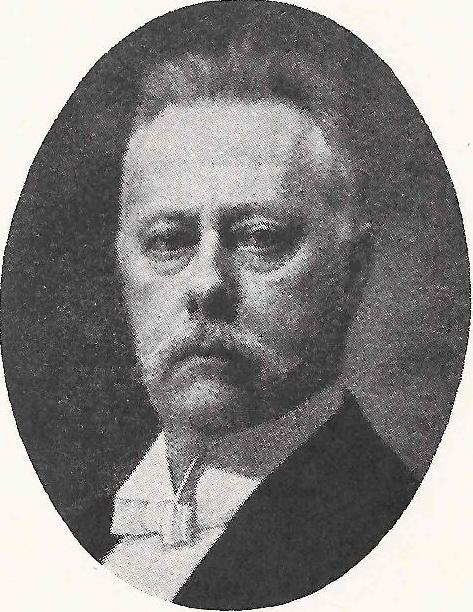
Josef Porzer

Josef Porzer (* 1. November 1847 in Wien; † 28. Mai 1914 ebenda) war ein österreichischer Jurist und Politiker, der ab 1905 Vize-Bürgermeister von Wien und ab 1913 Landmarschall-Stellvertreter von Niederösterreich war.

## Leben
Josef Porzer studierte an der Universität Wien Jus (1865–1869) und wurde 1871 Dr. iur. Ein Jahr später war er Hof- und Gerichtsadvokat, 1880 wurde er Mitglied des Staatsgerichtshofes. Von 1895 bis zu seinem Tod war er Wiener Gemeinderat, ab 1905 zweiter und ab 1910 erster Vizebürgermeister. In verschiedenen Angelegenheiten, wie der Erbauung der Städtischen Gaswerke, den Gemeindevermittlungsämtern (Friedensämtern), der Städtischen Zentralsparkasse oder der Wiener Bestattung
, war er der Rechtsberater der Gemeinde Wien. Ab Dezember 1902 war Porzer niederösterreichischer Landtagsabgeordneter der Christlichsozialen Partei
und wurde am 23. Februar 1913 Landmarschall-Stellvertreter von Niederösterreich.
Auf seine Initiative gehen die Gründung der Kaiser Franz Josef Lebens- und Renten-Versicherungsanstalt (später Wiener Wechselseitige Versicherung, heute Wr. Städtische Versicherung) und des Städtischen Berufsvormundschaftsamtes zurück. Porzer war auch Kurator der Landeshypothekenanstalt (heute Hypo Noe Gruppe), Mitglied des Landeseisenbahnrates und langjähriger Vizepräsident des katholischen Schulvereines.

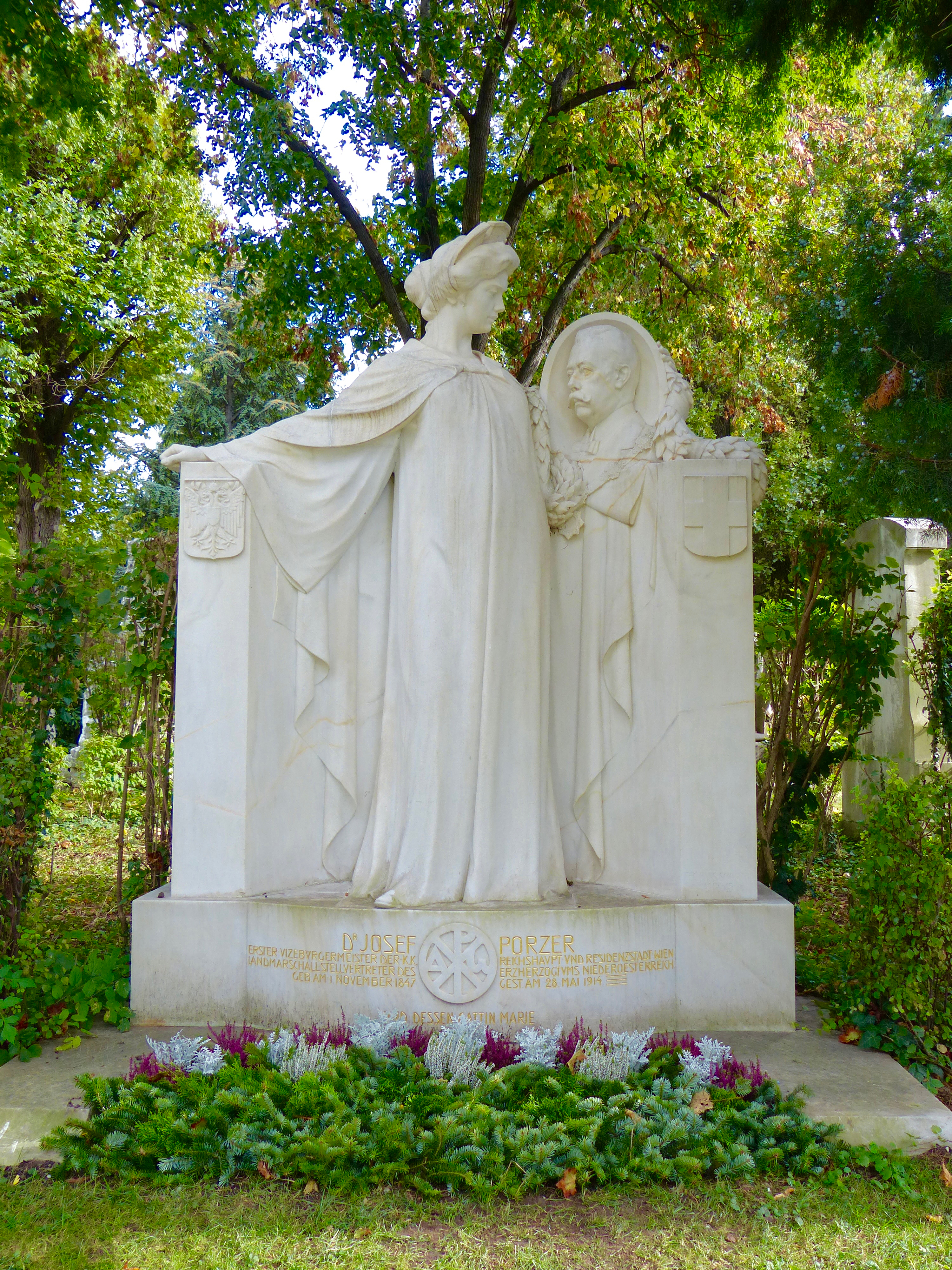
Grab von Josef Porzer am Wiener Zentralfriedhof

Porzer wurde am Wiener Zentralfriedhof bestattet.